# Johann Konrad Schlick
Johann Konrad Schlick   (Mansbach, 1748 - Gotha, 1818) fou un violoncel·lista i compositor alemany del Romanticisme.
Schlick va realitzar diversos viatges de concert amb la seva dona Regina Strinasacchi, famosa violinista, sortida del conservatori a l'"Ospedale della Pietà" de Venècia. El 1799, els dos cònjuges, juntament amb la seva filla, eren pianistes hàbils, dedicats als concerts de la "Gewandhaus" a Leipzig. Schlick va ser emprat abans de la seva mort a la capella duc de Gotha. Malgrat que no hi ha massa documentació, sembla que junt amb Friedrich Wilhelm Erik Benda, Leopold Hofmann i Jean Balthasar Tricklir, va fundar un quartet que es va fer aplaudir arreu d'Europa.
Entre els seus alumnes de violoncel s'hi compta Bernhard Romberg (1767-1841).

## Va compondre
- Tres qintets;
- Un concert per a violí i violoncel;
- Tres trios per a instruments d'arc amb piano;
- Tres quartets per a instruments d'arc;
- Tres sonates i més de 100 obres de música de cambra, de les quals unes 20 van ser impreses.